# Кококу-Мару
Кококу-Мару — транспортне судно, яке під час Другої світової війни взяло участь у операціях японських збройних сил в архіпелазі Бісмарка.
Кококу-Мару спорудили в 1940 році на верфі Sanoyasu Dockyard у Осаці на замовлення компанії Sanko Kisen.
У січні 1943-го судно перебувало в архіпелазі Бісмарка, звідки японці зі своєї головної передової бази в Рабаулі (острів Нова Британія) провадили операції на Соломонових островах та Новій Гвінеї. 15 січня літаки ВПС США потопили Кококу-Мару біля центральної частини узбережжя Нової Британії.